# Anne, hertiginna av Cumberland och Strathearn

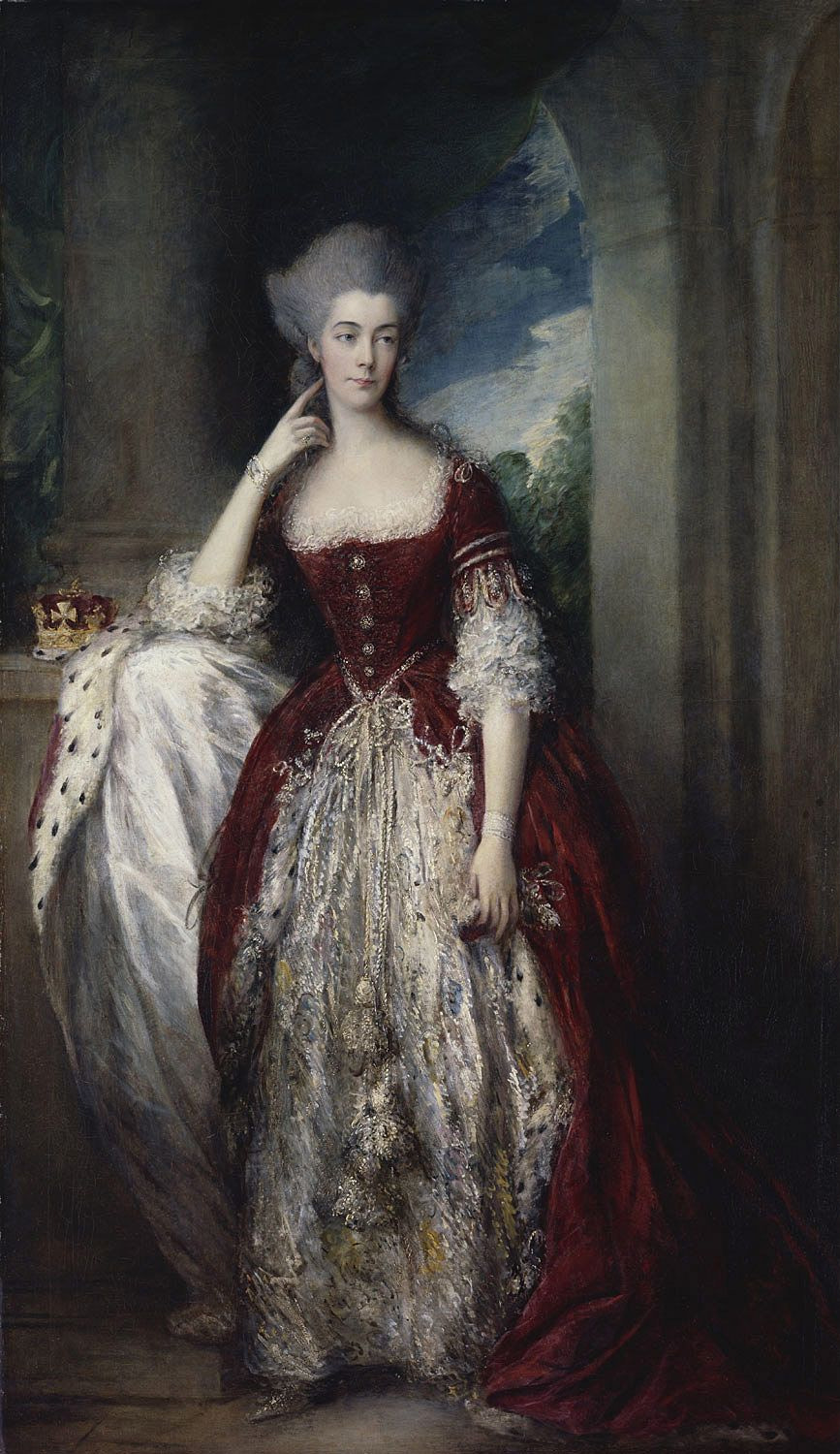
Anne, hertiginna av Cumberland och Strathearn

Anne, hertiginna av Cumberland och Strathearn, född 24 januari 1742, död 28 december 1808, även känd som Anne Luttrell och Anne Horton, brittisk adelsdam, prinsessa och kunglig hertiginna av Cumberland och Strathearn, gift med prins Henry Frederick, hertig av Cumberland och Strathearn.

## Biografi
Anne var dotter till politikern Simon Luttrell, 1:e earl av Carhampton, och Judith Maria Lawes; fadern blev baron 1768, viscount 1781 och earl 1785. Anne gfte sig 1765 med den icke adlige Christopher Horton. Den 2 oktober 1771 gifte hon sig med prins Henry. 
Kungen misstyckte till äktenskapet eftersom Anne hade varit gift förut, och hennes förre make inte varit adlig. På grund av detta äktenskap, samt prins Wilhelms äktenskap med Maria Walpole (1766), införde kungen den äktenskapslag som förbjöd medlemmar av kungahuset att gifta sig utan monarkens samtycke (1772). 
Anne upprätthöll en livligt sällskapsliv och välkomnade gärna människor som annars var bannlysta i societeten i sitt hus. Hon ryktades ha många sexualpartners, och det sades om henne att hon var "hertigen av Graftons fru Horton, hertigen av Dorsets fru Horton, allas fru Horton". Samtida vittnen beskriver henne som så vulgär och ohämmad i sitt uppträdande och tal att en väluppfostrad person borde tvätta öronen efter att ha hört henne tala. Hon ska ha känt en viss bitterhet över att hon inte fick visa sig vid hovet, och hennes hus blev därför ett visst centrum för oppositionen, då gästerna där kände sig fria att kritisera kungaparet.